# Lejeunea brittoniae
Lejeunea brittoniae là một loài Rêu trong họ Lejeuneaceae. Loài này được (A. Evans) Grolle mô tả khoa học đầu tiên năm 1995.